# 高躍
高躍（1508年—？），字文化，號九岡，四川成都府綿州人，民籍，明朝政治人物。

## 生平
嘉靖二十五年（1546年）丙午科四川鄉試第九名舉人，二十六年（1547年）中式丁未科會試第一百二十二名，三甲第九十六名進士。刑部觀政，授袁州府推官，二十九年（1550年）調太原府推官，三十二年（1553年）升戶部主事。

## 家族
曾祖高明；祖父高覆，知縣；父高拱，教授。嫡母余氏；生母羅氏。慈侍下。兄高翮、高翥、高翕，弟高翹。